# 29220 Xavierbaptista
29220 Xavierbaptista este o planetă minoră (asteroid), cu un diametru de 7,268 km, din centura de asteroizi. A fost descoperită pe 30 ianuarie 1992 la Observatorul La Silla de Eric Walter Elst. 
Obiectul prezintă o orbită caracterizată de o semiaxă mare de 3,0065948 UAi, o excentricitate de 0,12, o înclinație de 8,55482 ° în raport cu ecliptica.